# Губертусбурзький мир

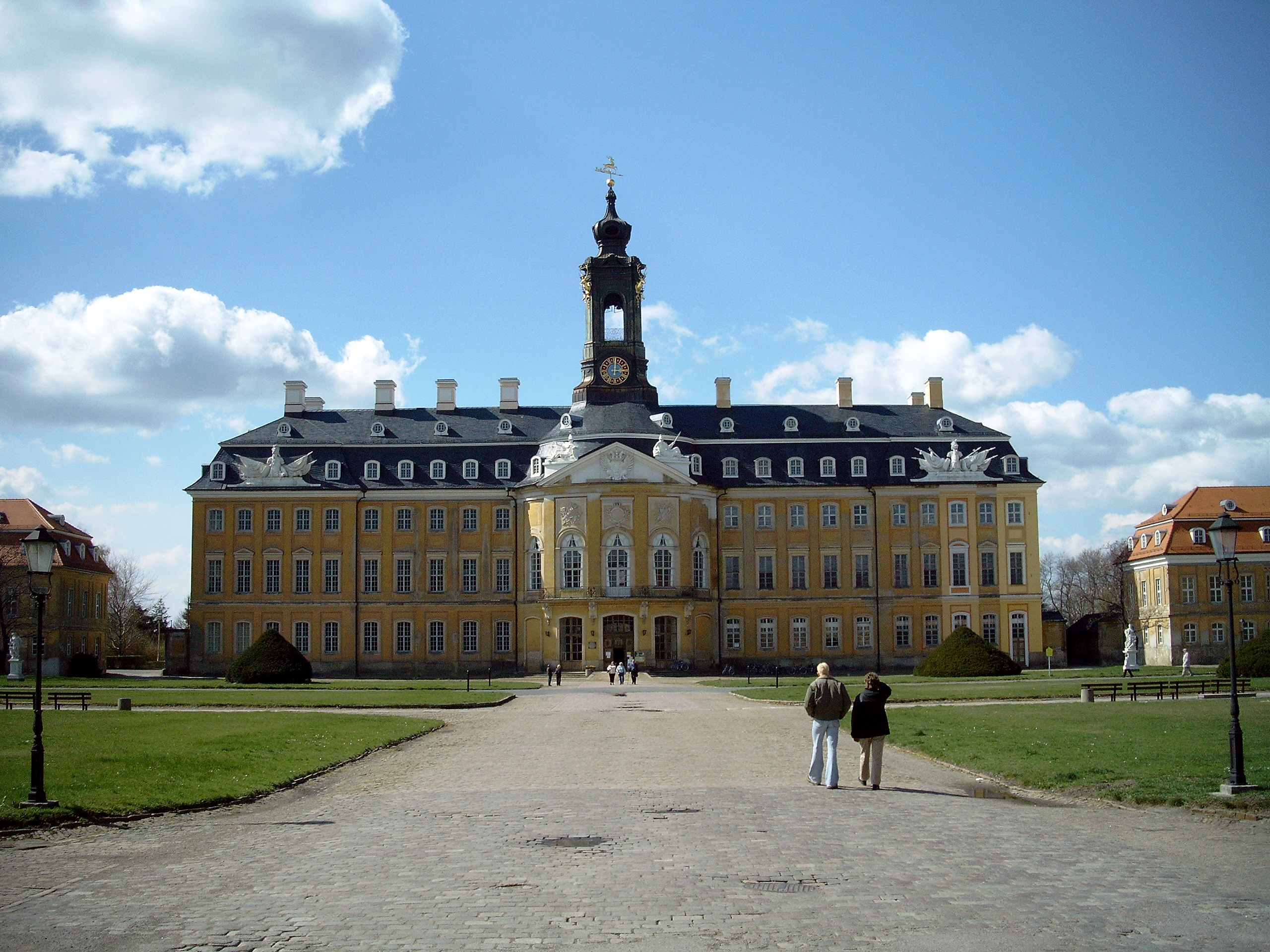
Замок Губертусбург

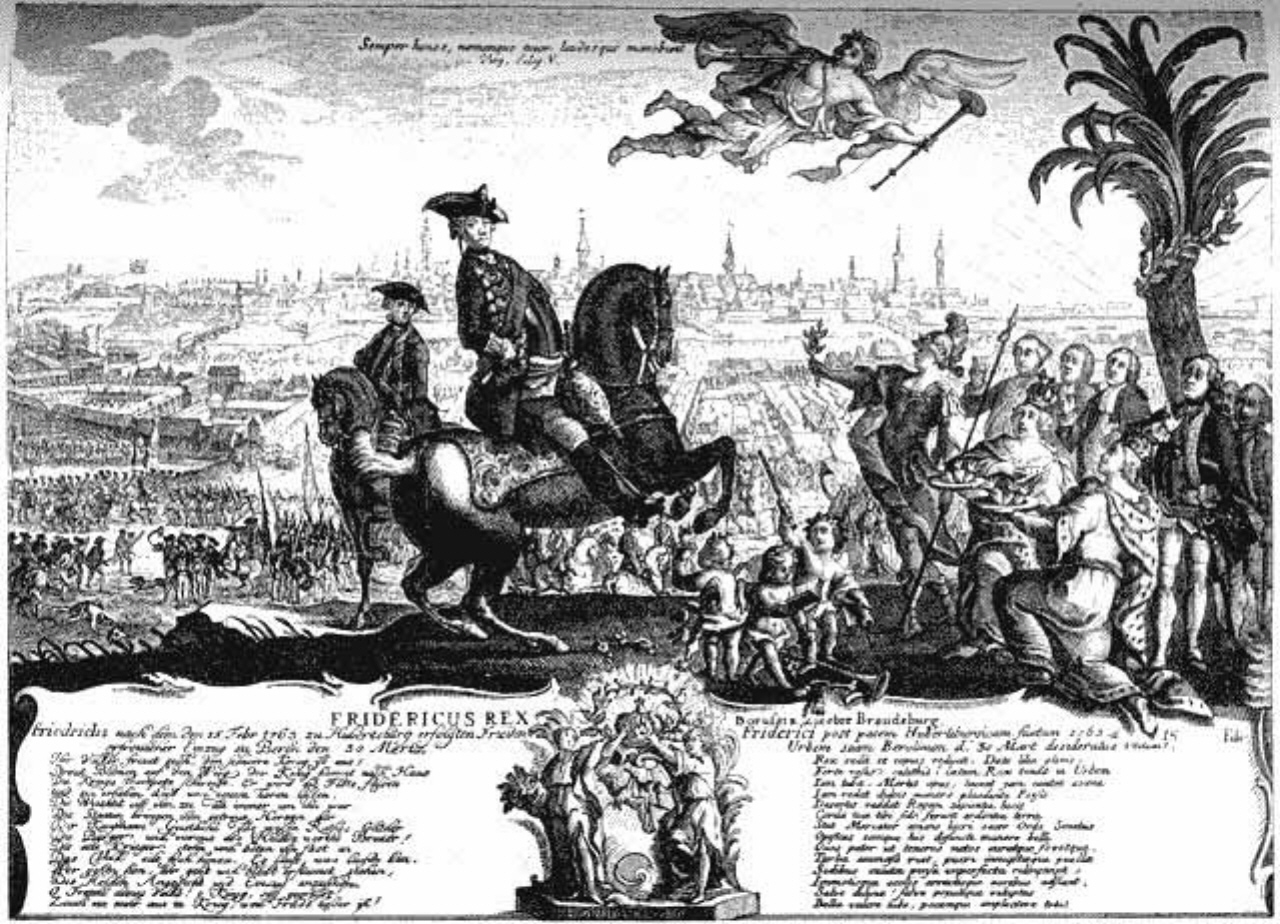
В'їзд Фрідріха II в Берлін 30 березня 1763 року після підписання Губертусбургського миру

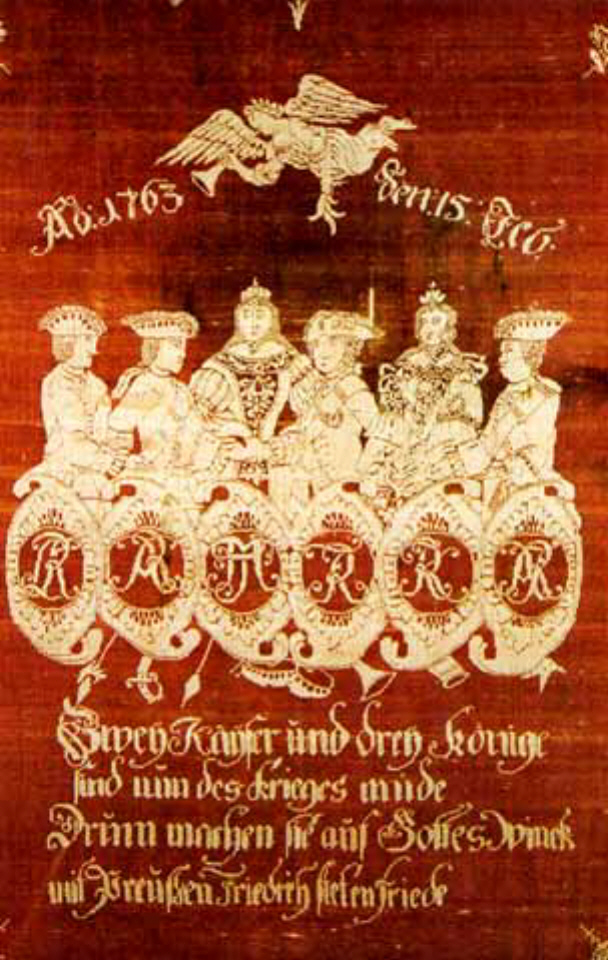
Алегоричне зображення Губертусбургського миру, зліва направо: Швеція, Франція, Росія, Саксонія, Австрія, Пруссія

Губертусбурзький мир (нім. Frieden von Hubertusburg) — мирний договір, що ознаменував завершення Семирічної війни (1756—1763 років), підписаний в саксонському мисливському замку Губертусбург, неподалік від Лейпцига 15 лютого 1763 року між Пруссією, з одного боку та Австрією і Саксонією — з іншого.

## Умови договору
Договір між Пруссією і Саксонією включав 11 статей і 3 окремих угоди, між Пруссією та Австрією — 21 статтю, а також дві додаткові таємні угоди.

### Територіальні зміни
Австрія відмовлялася від всіх територіальних претензій до Пруссії (Сілезія і Грудзьондзу), Пруссія — не претендувала на відшкодування шкоди, заподіяної війною.
В обмін на вихід прусських військ з Саксонії, Австрія виводила свої війська з графства Глац (нині місто Клодзко в Нижньосілезькому воєводстві Польщі). Всі заручники і військовополонені підлягали негайному звільненню, насильно привзвані на військову службу — демобілізації.
Пруссія зобов'язувалася надати католицькому населенню Силезії (захопленої нею в 1740—1742 роках у Австрії), свободу віросповідання і поважати його власність та привілеї, Австрія повертала захоплені прусські архіви.
Пруссія гарантувала Саксонії свободу сполучення з Польщею, в тому числі, і пропуск військ через прусську територію. Сторони зобов'язалися сприяти розвитку взаємної торгівлі.
В таємних статтях Пруссія обіцяла віддати свій голос на виборах нового глави Священної Римської імперії синові Марії Терезії і підтримати австрійські спадкові претензії на італійське герцогство Модену.
Умови договору привели до відновлення довоєнного статус-кво.